# Ajahn
Ajahn – tytuł buddyjskiego mnicha. Znaczy po tajsku Nauczyciel i jest używany w Tajlandii. Odpowiednikiem w pali jest acariya.
Znani Ajahnowie:
- Ajahn Amaro
- Ajahn Brahm
- Ajahn Candasiri
- Ajahn Chah
- Ajahn Jayasaro
- Ajahn Khemadhammo
- Ajahn Maha Boowa
- Ajahn Mun
- Ajahn Sumedho
- Ajahn Viradhammo